# Rangi cywilnych urzędników państwowych Federacji Rosyjskiej
Rangi cywilnych urzędników państwowych Federacji Rosyjskiej – stopnie klasowe, odpowiednik stopni wojskowych w cywilnym aparacie państwowym Federacji Rosyjskiej.
1 lutego 2005 Dekretem Prezydenta Federacji Rosyjskiej nr 113 ustanowiono stopnie klasowe państwowej służby cywilnej Federacji Rosyjskiej dla federalnych, cywilnych urzędników państwowych.

## Stopnie klasowe (w kolejności od najwyższego)

### Najwyższe stanowiska służby cywilnej
- rzeczywisty radca stanu Federacji Rosyjskiej I klasy
- rzeczywisty radca stanu Federacji Rosyjskiej II klasy
- rzeczywisty radca stanu Federacji Rosyjskiej III klasy

### Główne stanowiska służby cywilnej
- radca stanu Federacji Rosyjskiej I klasy
- radca stanu Federacji Rosyjskiej II klasy
- radca stanu Federacji Rosyjskiej III klasy

### Wiodące stanowiska służby cywilnej
- radca Państwowej Służby Cywilnej Federacji Rosyjskiej I klasy
- radca Państwowej Służby Cywilnej Federacji Rosyjskiej II klasy
- radca Państwowej Służby Cywilnej Federacji Rosyjskiej III klasy

### Starsze stanowiska służby cywilnej
- Referent Państwowej Służby Cywilnej Federacji Rosyjskiej I klasy
- Referent Państwowej Służby Cywilnej Federacji Rosyjskiej II klasy
- Referent Państwowej Służby Cywilnej Federacji Rosyjskiej III klasy

### Młodsze stanowiska służby cywilnej
- Sekretarz Państwowej Służby Cywilnej Federacji Rosyjskiej I klasy
- Sekretarz Państwowej Służby Cywilnej Federacji Rosyjskiej II klasy
- Sekretarz Państwowej Służby Cywilnej Federacji Rosyjskiej III klasy[1]